# جان كلود روسو
جان كلود روسو (بالفرنسية: Jean-Claude Rousseau)‏ (و. 1950  م) هو مخرج أفلام فرنسي، ولد في باريس.

## وصلات خارجية
- جان كلود روسو على موقع IMDb (الإنجليزية)
- جان كلود روسو على موقع ألو سيني (الفرنسية)
- جان كلود روسو على موقع أول موفي (الإنجليزية)
- جان كلود روسو على موقع قاعدة بيانات الفيلم (الإنجليزية)
- جان كلود روسو على موقع كينوبويسك (الروسية)